# Edificio Flagey

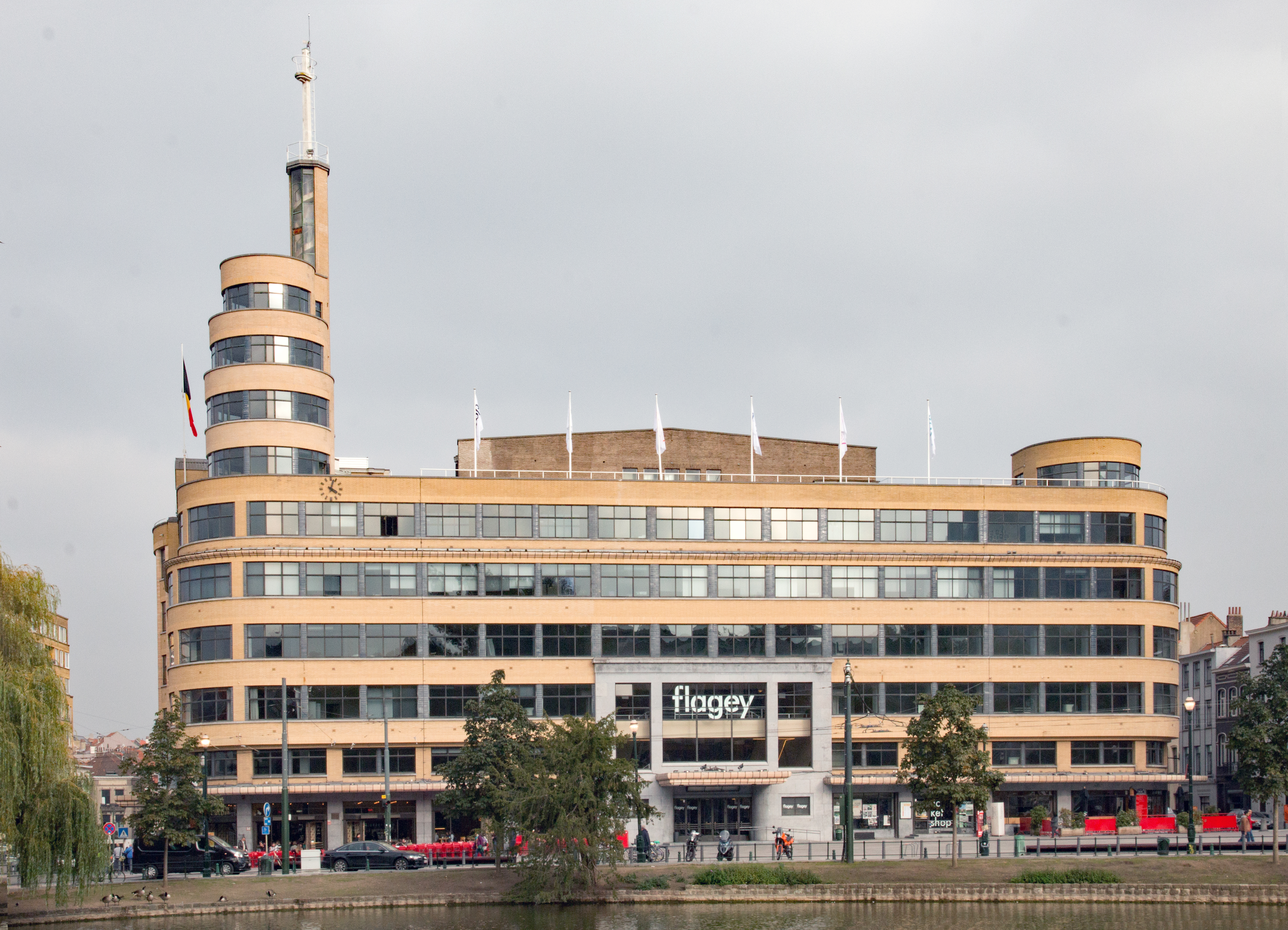
La entrada del edificio desde la Place Sainte-Croix.

El Edificio Flagey (en francés: Le Flagey; en neerlandés: Het Flageygebouw), denominado a menudo simplemente Flagey, es un centro cultural situado en la antigua sede del Instituto Nacional de Radiotelevisión Belga (también conocida como Maison de la Radio), en la esquina suroeste de la Place Eugène Flagey de Ixelles, Bruselas (Bélgica), que tiene su entrada principal desde la Place Sainte-Croix.
El edificio, partes del cual están protegidas como monumento histórico, fue diseñado por Joseph Diongre y completado en 1938 en estilo streamline moderne, una variante internacional del art déco. Debe su nombre a Eugène Flagey, un abogado y político belga. Cuando la radiotelevisión dejó el edificio en 1974, fue remodelado y transformado en un centro cultural comunitario.
El edificio ha estado cerrado al público desde el 24 de octubre de 2020 debido a la pandemia de COVID-19. Durante este tiempo ha llevado a cabo eventos online en su página web y en redes sociales.

## Historia

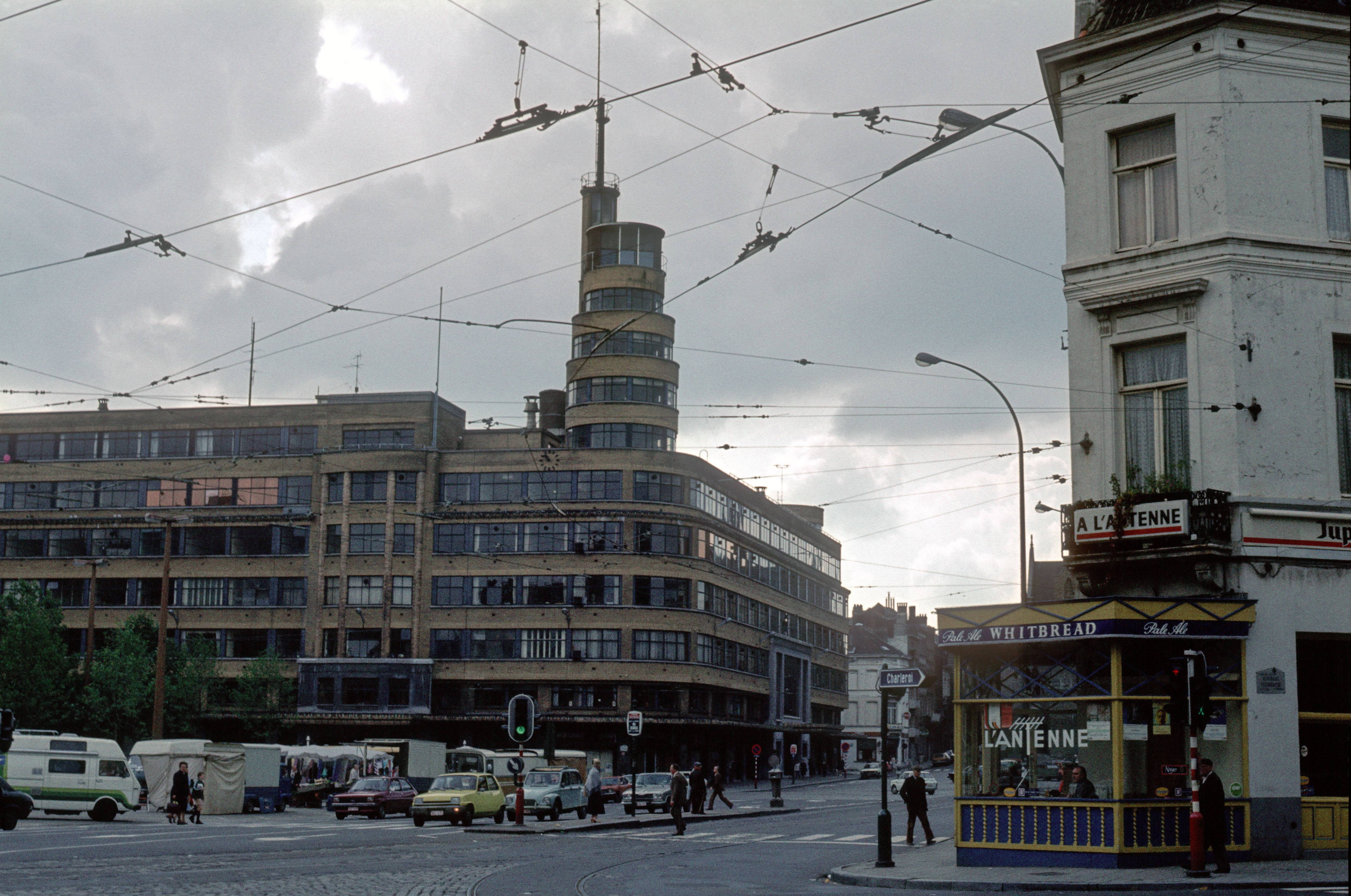
El edificio del INR en 1980.

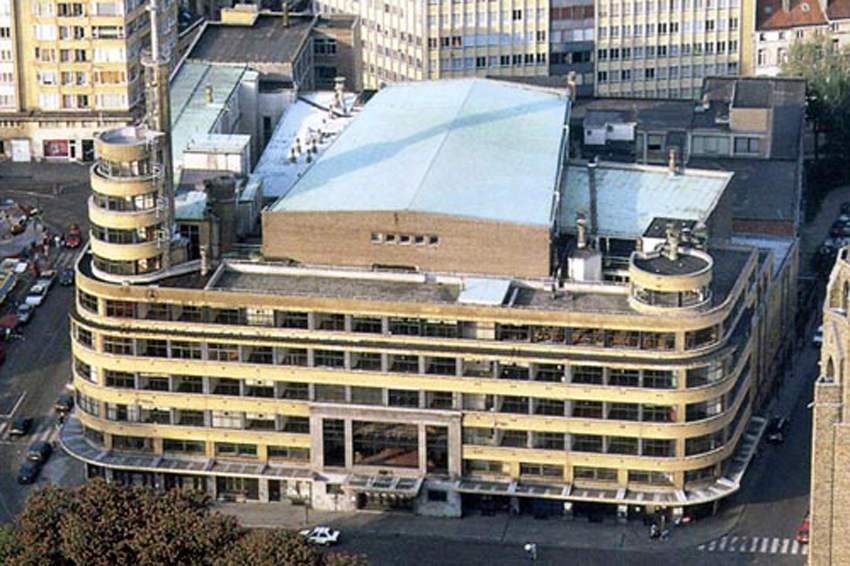
El Edificio Flagey durante su renovación.

El edificio, diseñado por Joseph Diongre tras ganar un concurso de arquitectura convocado en 1933, fue inaugurado en 1938. El concurso fue convocado para construir un edificio que albergara la sede de la primera entidad de radiodifusión pública de Bélgica, el Instituto Nacional de Radiodifusión (en francés: Institut National de Radiodiffusion) o INR (1930–1960). Henry Van de Velde y Victor Horta formaron parte del jurado que concedió el premio a Diongre.
El edificio debe su nombre a Eugène Flagey, un abogado y político belga que fue el alcalde de Ixelles desde 1935 hasta 1953. Está diseñado en un estilo denominado streamline moderne, una variante internacional del art déco también conocida en francés como style paquebot («estilo de transatlántico»). Debido a su forma, que recuerda a la de un barco, el edificio ha recibido el apodo de «paquebote». Sus interiores incluían muchos paneles de madera y lámparas de tubo delgado, típicas de este estilo.
El edificio cosechó elogios de la crítica en cuanto se completó, y las calidades de sus estudios atrajeron a célebres músicos clásicos, contemporáneos y de jazz, incluidos Chuck Berry, Jerry Lee Lewis y Chet Baker, para realizar conciertos en vivo y grabaciones.
El INR fue dividido posteriormente en dos entidades, una para cada idioma, la Vlaamse Radio- en Televisieomroeporganisatie (VRT) en neerlandés y la Radio Télévision Belge de la Communauté Française (RTBF) en francés. En 1974 estas dos entidades se marcharon completamente del edificio, que se les había quedado pequeño, y lo alquilaron a varias instituciones culturales hasta finales de la década de 1990. Durante esta época, padeció de un mal mantenimiento. En 1997 un grupo de trabajo realizó un estudio de viabilidad de una renovación completa del edificio.
Fundado como una sociedad anónima, el consorcio Maison de la Radio Flagey (en neerlandés: NV Omroepgebouw Flagey) compró el edificio a la VRT y a RTBF el 30 de junio de 1998. Con treinta empresas trabajando para salvar el edificio, fue renovado profundamente por un equipo de arquitectos entre los que se encontraba Storme Van Ranst, y reabrió en 2002.

## Descripción

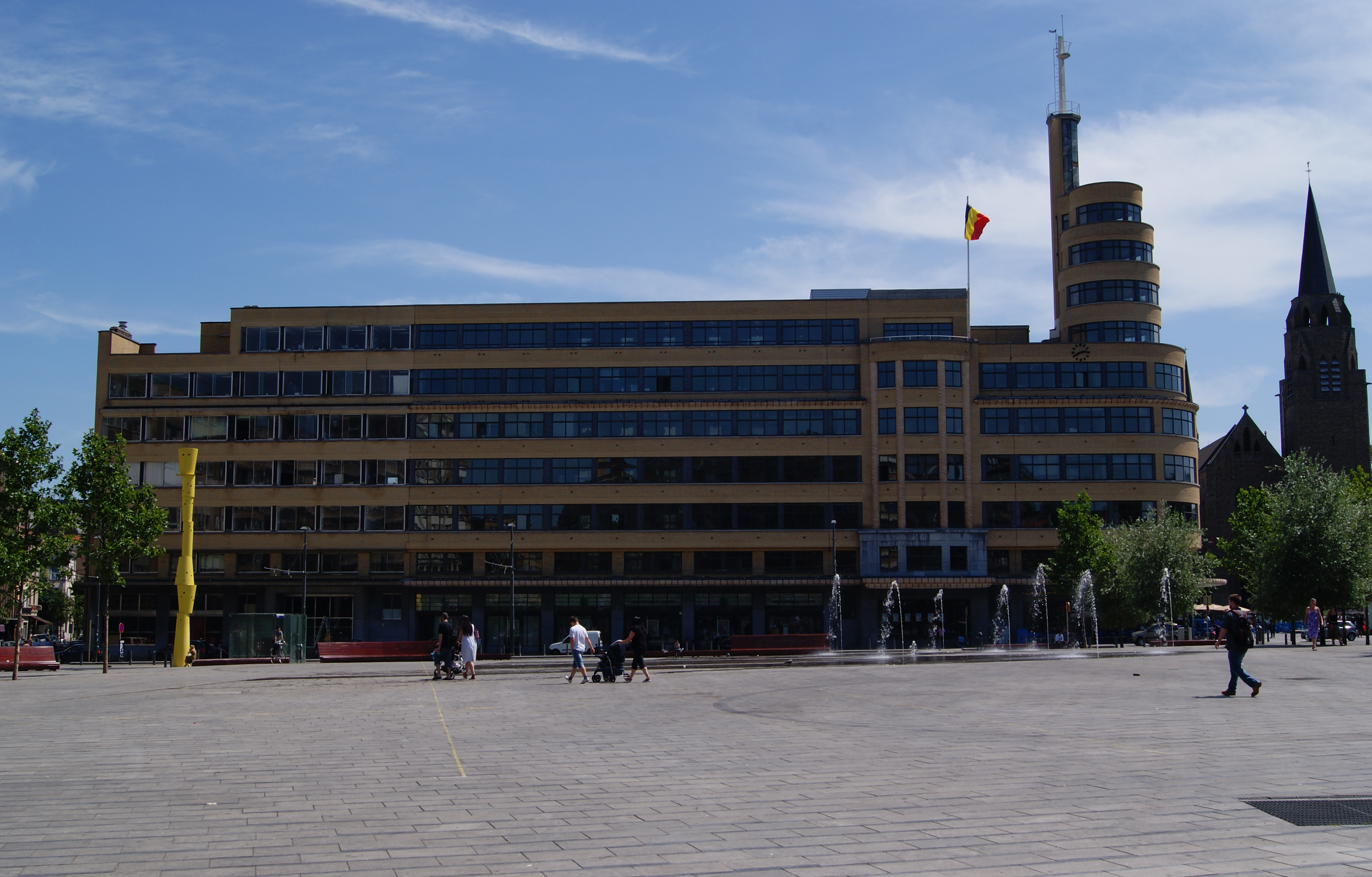
Vista desde la Place Eugène Flagey en 2011.

El edificio ocupa una gran parcela en el lado sureste de la Place Eugène Flagey y tiene su entrada principal desde la Place Sainte-Croix. Varias líneas de tranvía y autobús proporcionan conexiones a esta ubicación. Como organización sin ánimo de lucro, Le Flagey tiene los siguientes objetivos:
- crear un centro cultural en Bruselas abierto a estilos musicales diversos, que ofrezca una parte importante a la imagen de las diferentes disciplinas artísticas;
- crear un foco arquitectónico e inmobiliario salvaguardando y dedicando a nuevos usos el antiguo edificio de la RTBF; y
- crear un centro a nivel social demostrando la acción conjunta de representantes de las diferentes comunidades del país con la visión de crear una institución cultural de excelencia con vocación europea. También está situado entre la exclusiva zona de los estanques de Ixelles y barrios dominados por culturas inmigrantes.

La parte central del edificio está dedicada a las actividades culturales, con cinco estudios de grabación flexibles en tamaño y uso. Parte del edificio está protegida como monumento histórico. La institución fue liderada por su director Hugo De Greef desde 2007 hasta 2011, y desde ese año por Gilles Ledure.

## Estudios de grabación

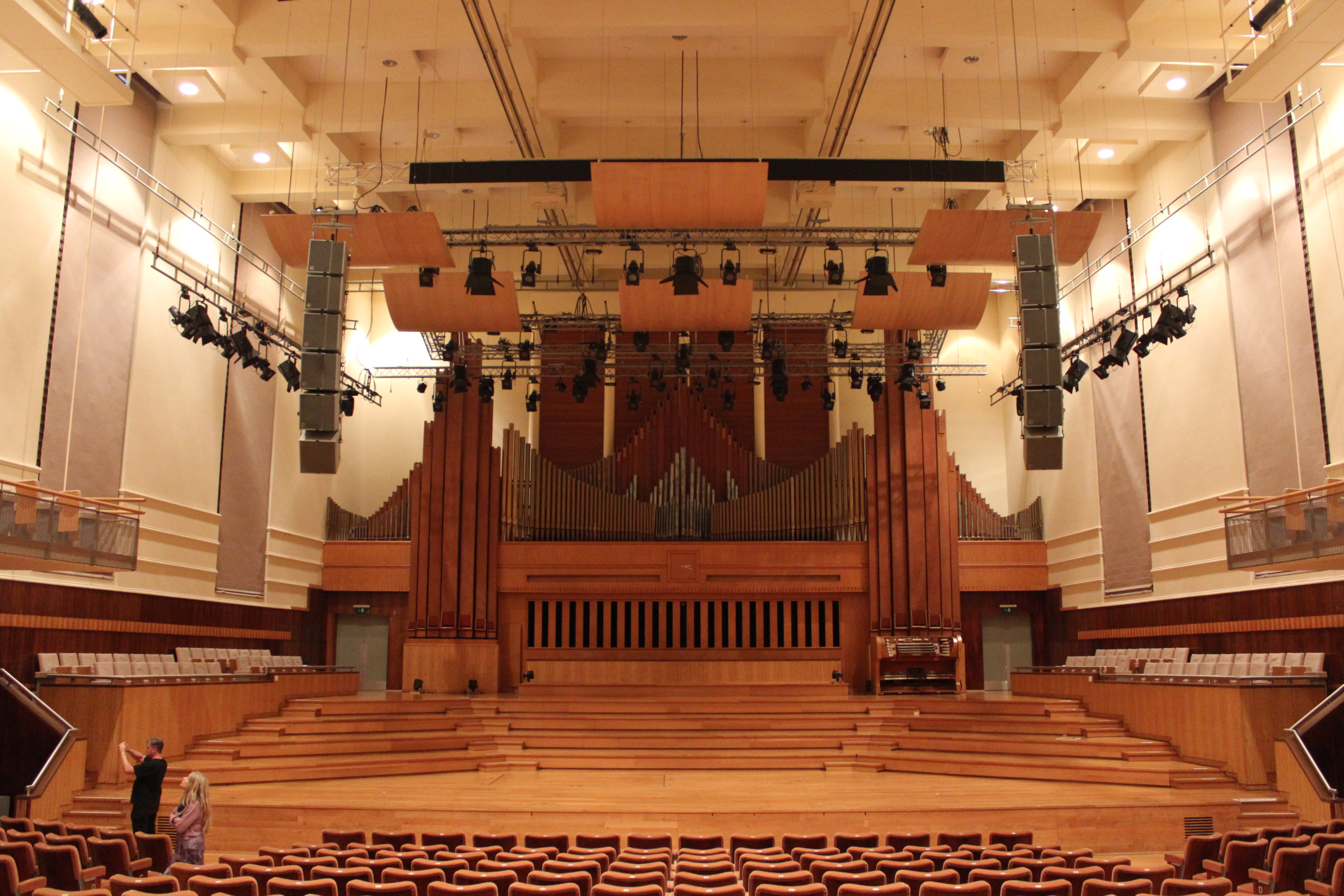
El estudio 4, mostrando el órgano.

El diseño original incluía doce estudios de grabación, que fueron construidos en dos torres acústicas que formaban el núcleo del edificio. La renovación de 2002 restauró los usos originales del Edificio Flagey creando un espacio musical con estudios de grabación y salas de conciertos, que le permiten albergar un ecléctico programa de eventos. Su estudio 4 es considerada una de las salas de conciertos con mejor acústica del mundo, y es la sede de la Filarmónica de Bruselas. Toda la pared posterior del estudio está ocupada por un órgano diseñado especialmente para este espacio y fabricado por el organista de Tournai Maurice Delmotte.
El estudio 4 también es usado como estudio de grabación. La premiada banda sonora de la película de 2004 de Martin Scorsese El aviador, publicada en 2005, fue grabada allí, así como la música cinematográfica de la película The Artist de 2011.

## Eventos

### Cine
El centro tiene una sala dedicada permanentemente al cine, que proyecta películas programadas por CINEMATEK (también conocida como la Cinémathèque Royale de Belgique), usualmente películas clásicas o curiosidades recientes que no han sido distribuidas por la red comercial. A veces se organizan proyecciones excepcionales en la prestigiosa sala de conciertos, la más grande de Bruselas, en la que se instala una enorme pantalla para el evento. En 2003, se proyectó aquí Playtime de Jacques Tati en su versión original en 70 mm, por primera vez en Bélgica.
El Festival de Cortometrajes de Bruselas usa al Edificio Flagey como una de sus sedes para realizar proyecciones y otros eventos. A partir de 2012 el entonces llamado Festival Europeo de Cine de Bruselas, posteriormente Festival de Cine de Bruselas, se celebró en abril, y una serie sobre el cine español y latinoamericano en noviembre. La primera edición del Festival Internacional de Cine de Bruselas tuvo lugar en el edificio en 2018.

### Música
Además de ser la sede de la Filarmónica de Bruselas, el centro alberga eventos musicales como los Flagey Piano Days o el Festival de Jazz de Bruselas. El Edificio Flagey también alberga otros eventos de jazz, como la Maratón de Jazz de Bruselas y la Plataforma de Jazz de Bruselas.